# Tambegan
Tambegan is een bestuurslaag in het regentschap Bangkalan van de provincie Oost-Java, Indonesië. Tambegan telt 910 inwoners (volkstelling 2010).